# Newport (Washington)
Newport je grad u američkoj saveznoj državi Washington. Prema popisu stanovništva iz 2010. u njemu je živjelo 2.126 stanovnika.